# Gain Music Entertainment
Gain Music Entertainment är ett svenskt skivbolag grundat i Göteborg 1995 som ligger och ägs ihop med Sony Music Entertainment  De fokuserar på rock, hårdrock och metal. Bolaget är ett av Europas största och ledande inom genren.

## Artister (i urval)
- Ammotrack
- Art Nation
- Avatar
- Crashdiet
- Europe
- Hardcore Superstar
- H.E.A.T
- Jay Smith
- Mustasch
- Smash Into Pieces
- Within Y
- The Poodles
- Plan Three